# Zasadki (Ukraina)
Zasadki (ukr. Засадки) – wieś w rejonie samborskim (wcześniej w rejonie starosamborskim) obwodu lwowskiego Ukrainy. Wieś liczy około 191 mieszkańców. Leży nad rzeką Strwiąż. Podlega skeliwskiej silskiej radzie.